# Chytridiomycetes
Chytridiomycetes este o clasă de ciuperci din fac parte din regnul Mycota, secția Eumycota.

## Biologie ciuperci
Ciupercile se dezvoltă endoparazit intracelular, au o structură primitivă și sunt adaptate la viață acvatică sau parazitează pe organele subterane ori aeriene ale plantelor. Corpul vegetativ este reprezentant printr-un miceliu rudimentar sau printr-un gimnoplast, lipsit de membrană proprie și care se poate transforma în holocarpic în organ de reproducere în momentul fructificării. În membrana celulară conțin chitină. Drept organe de înmulțire asexuată prezintă zoospori uniflagelați, cu flagelul îndreptat înapoi, care se formează în zoosporangi, rezultați în urma transformării holocarpice a talului. Înmulțirea sexuată se realizează printr-un  proces de  gametogamie, care constă în contopirea a doi gameți mobili, identici din punct de vedere morfologic, dând naștere unui zigozoospor biflagelat diploidal, care se transformă într-un spor de rezistență  (akinetosporangiu = chistă).
Clasa Chytridiomycetes cuprinde câteva ordine, care se deosebesc prin gradul de dezvoltare  a corpului vegetativ și prin forma procesului sexuat.

## Principalele specii fitopatogene
Speciile fitopatogene (Olpidium brassicae – putrezirea răsadului de varză și Synchytrium endobioticum – cancerul cartofului) aparțin ordinului Chytridiales.